# Gail Z. Martin
Gail Zehner Martin (* 1. Dezember 1962 in Meadville, Pennsylvania) ist eine US-amerikanische Fantasyautorin. Bekannt wurde sie durch den Zyklus The Chronicles of the Necromancer (auf Deutsch: Die Chroniken des Beschwörers).

## Leben
Gail Martin wurde 1962 in Meadville (Pennsylvania) geboren. Sie erlangte einen Bachelor of Arts in Geschichte vom Grove City College und einen Master of Business Administration (Marketing and Management Information Systems) von der Pennsylvania State University.
2003 gründete sie ihre eigene Firma DreamSpinner Communications. Weiterhin unterrichtet sie an der University of North Carolina at Charlotte als außerordentlicher Professor.
Gail Martin lebt in Charlotte im US-Bundesstaat North Carolina. Sie ist verheiratet mit Larry N. Martin, welcher zuerst als Editor und später als Co-Autor an ihren Büchern beteiligt ist. Die Martins haben drei Kinder.

## Auszeichnungen
- 2018: Manly Wade Wellman Award für Scourge

## Werke
Bisher sind von Gail Z. Martin zwölf Fantasybücher erschienen, wovon die ersten vier als die The Chronicles of The Necromancer bezeichnet werden. The Fallen Kings Cycle, von dem bisher zwei Bücher erschienen sind, führt die Geschichte fort. Im gleichen Universum spielen die Abenteuer von Jonmarc Vahanian (Jonmarc Vahanian Adventures), eine Sammlung von Kurzgeschichten, welche zuerst nur als E-Book veröffentlicht wurden. 2016 erschien der erste Sammelband The Shadowed Path.
Mit Ice Forged startete 2013 eine weitere Serie die 2016 mit dem vierten Band abgeschlossen wurde. Ebenfalls 2013 begann Martin mit The Deadly Curiosities Adventures eine Serie von Kurzgeschichten, welche zuerst nur als E-Book veröffentlicht wurden. 2014 erschien dann der gleichnamige Roman. 2015 startete Martin zusammen mit ihrem Ehemann Larry N. Martin eine Steampunk Serie unter dem Serientitel Jake Desmet Adventures.
| The Chronicles of The Necromancer 1. The Summoner (2007) ISBN 978-1-84416-468-4 2. The Blood King (2008) ISBN 978-1-84416-531-5 3. Dark Haven (2009) ISBN 978-1-84416-708-1 4. Dark Lady’s Chosen (2009) ISBN 978-1-84416-831-6 | Deutsche Übersetzungen: Die Chroniken des Beschwörers 1. Im Bann des Nekromanten (2009) ISBN 978-3-404-20600-1 2. Der Blutkönig (2009) ISBN 978-3-404-20600-1 3. Finsterwald (2010) ISBN 978-3-404-20612-4 |

| The Fallen Kings Cycle 1. The Sworn (2011) ISBN 978-1-84149-913-0 2. The Dread (2012) ISBN 978-1-84149-914-7 Jonmarc Vahanian Adventures 1. The Shadowed Path (2016) ISBN 978-1-78108-438-0 2. The Dark Road (2018) ISBN 978-1-939704-77-1 The Ascendant Kingdoms Saga 1. Ice Forged (2013) ISBN 978-0-316-09358-3 2. Reign of Ash (2014) ISBN 978-0-316-09363-7 3. War of Shadows (2015) ISBN 978-0-316-27802-7 4. Shadow and Flame (2016) ISBN 978-0-316-27803-4 Im gleichen Universum schreibt Martin eine Serie von derzeit ausschließlich als E-Book erhältlichen Büchern unter dem Namen A Blaine McFadden Collection von der derzeit 5 Bücher (King’s Convicts, Arctic Prison, Ice Bound, No Reprieve und Cold Fury) erschienen sind. The Deadly Curiosities Adventures 1. Deadly Curiosities (2014) ISBN 978-1-78108-233-1 2. Vendetta (2015) ISBN 978-1-78108-403-8 3. Tangled Web (2018) ISBN 978-1-939704-71-9 4. Inheritance (2019) ISBN 978-1-939704-98-6 5. Legacy (2021) ISBN 978-1-64795-020-0 Jake Desmet Adventures 1. Iron and Blood (2015) ISBN 978-1-78108-310-9 Darkhurst 1. Scourge (2017) ISBN 978-1-78108-558-5 2. Vengeance (2018) ISBN 978-1-939704-75-7 Night Vigil 1. Sons of Darkness (2018) ISBN 978-1-939704-85-6 Assassins of Landria 1. Assassin's Honor (2018) ISBN 978-1-68068-097-3 2. Sellsword's Oath (2020) ISBN 978-1-68068-198-7 3. Fugitive's Vow (2021) ISBN 978-1-68068-234-2 4. Exile's Quest (2022) ISBN 978-1-68068-296-0 |

Darüber hinaus wurden von Martin mehrere Sachbücher zum Thema Marketing geschrieben.